# Грушова (Словения)
Вижте пояснителната страница за други значения на Грушова.
Грушова (на словенски: Grušova) е село в Словения, Подравски регион, община Марибор. Според Националната статистическа служба на Република Словения през 2002 г. селото има 95 жители.